# Acatenango (cheval)
Acatenango (1982-2005) est un cheval de course pur-sang anglais. Meilleur cheval allemand des années 80, il est devenu un pilier de l'élevage outre-Rhin.

## Carrière de courses
Difficile en 1984 de voir en Acatenango, élève du Gestüt Färhof, le champion qu'il sera. Une victoire dans un maiden à Brême, une troisième place dans une Listed et une lointaine cinquième place dans le Preis des Winterfavoriten, sorte de finale pour les meilleurs 2 ans allemands. Mais tout change l'année suivante. Parvenu à maturité, Acatenango enchaîne deux victoires avant de survoler les deux préparatoires au Deutsches Derby, le Grosser Hertie-Preis et l'Union-Rennen. Dans le Derby, il ne fait pas de détail et l'emporte par 3 longueurs. Sacré champion des 3 ans, il domine les chevaux d'âge avec une même aisance dans l'Aral-Pokal, mais sa saison s'arrête là, après six victoires en autant de sorties et le premier de ses trois titres de cheval de l'année en Allemagne. 
En 1986, Acatenango demeure invincible et, après deux faciles victoires au printemps, s'en vient cueillir le Grand Prix de Saint-Cloud pour sa première sortie à l'étranger devant le Français Saint-Estèphe, récent vainqueur de la Coronation Cup. Voilà qui le place sur la scène internationale. De retour au pays, où il n'a pas d'adversaire à sa taille, il empile les groupe 1 : le Grosser Preis von Berlin face à l'Irlandais Theatrical, un second Aral-Pokal et le Grosser Preis von Baden, sa douzième victoire d'affilée. invaincu depuis deux ans, le champion se présente au départ d'une fabuleuse édition du Prix de l'Arc de Triomphe où s'affrontent les deux meilleurs 3 ans européens, l'Anglais Dancing Brave et le Français Bering, avec pour challengers la grande Triptych, Shardari et deux autres 3 ans aux dents longues, Darara (Prix Vermeille) et Shahrastani, auteur du doublé Derby / Irish Derby. Cette fois, la marche est trop haute et le roi teuton ne peut que figurer, terminant septième.  
Resté à l'entraînement à 5 ans, Acatenango conserve son hégémonie outre-Rhin, avec trois succès dont un doublé dans le Grosser Preis von Baden, qui lui garantit un troisième titre de cheval de l'année, égalant le record d'Orofino. Mais il ne peut franchir le palier qui le sépare des meilleurs Européens, échouant dans la Coronation Cup et les King George & Queen Elizabeth Stakes. Et finit par baisser pavillon à domicile, à la faveur d'une large défaite dans le Preis von Europa, qui l'envoie à la retraite. 

### Résumé de carrière
| Date         | Hippodrome    | Pays        | Course                                 | Statut      | Distance    | Jockey      | Place       | Écart       | Vainqueur ou deuxième |
| 1984, 2 ans  | 1984, 2 ans   | 1984, 2 ans | 1984, 2 ans                            | 1984, 2 ans | 1984, 2 ans | 1984, 2 ans | 1984, 2 ans | 1984, 2 ans | 1984, 2 ans           |
| ------------ | ------------- | ----------- | -------------------------------------- | ----------- | ----------- | ----------- | ----------- | ----------- | --------------------- |
| 2 juin       | Hanovre       | Allemagne   | Preis vom Gestüt Harzburg              | Maiden      | 1 000 m     | H. Horwart  | 10e / 13    | ―           | Kotinga               |
| 17 juin      | Brême         | Allemagne   | Preis des Gestüts Fährhof              | Maiden      | 1 400 m     | A. Tylicki  | 1er / 7     | 4 ½         | Burattino             |
| 2 septembre  | Baden Baden   | Allemagne   | Preis vom Schloß Eberstein             |             | 1 400 m     | G. Bocskai  | 3e / 7      | 5           | Schwarz-Grün          |
| 29 septembre | Krefeld       | Allemagne   | Ratibor-Rennen                         | Listed      | 1 400 m     | H. Horwart  | 3e / 7      | 4 ¼         | Lirung                |
| 21 octobre   | Cologne       | Allemagne   | Preis des Winterfavoriten              | Gr. 3       | 1 600 m     | H. Horwart  | 5e / 8      | 15          | Lirung                |
| 1985, 3 ans  |               |             |                                        |             |             |             |             |             |                       |
| 8 avril      | Cologne       | Allemagne   | Jean Harzheim-Rennen                   |             | 2 200 m     | L. Mäder    | 1er / 8     | 2           | Amerigo Vespucci      |
| 1er mai      | Munich        | Allemagne   | Oettingen Wallerstein Memorial         | Listed      | 2 000 m     | G. Bocskai  | 1er / 9     | 8           | Indio Libre           |
| 27 mai       | Munich        | Allemagne   | Grosser Hertie-Preis                   | Gr. 2       | 2 200 m     | A. Tylicki  | 1er / 9     | 3           | Assemblyman           |
| 16 juin      | Munich        | Allemagne   | Union Rennen                           | Gr. 2       | 2 200 m     | A. Tylicki  | 1er / 9     | 2           | Kamiros               |
| 7 juillet    | Hambourg      | Allemagne   | Deutsches Derby                        | Gr. 1       | 2 400 m     | A. Tylicki  | 1er / 17    | 3           | Pontiac               |
| 18 août      | Gelsenkirchen | Allemagne   | Aral-Pokal                             | Gr. 1       | 2 400 m     | A. Turich   | 1er / 6     | 1 ¾         | Abary                 |
| 1986, 4 ans  |               |             |                                        |             |             |             |             |             |                       |
| 4 mai        | Cologne       | Allemagne   | Gerling-Preis                          | Gr. 3       | 2 400 m     | G. Bocskai  | 1er / 7     | 3           | Love Letter           |
| 1er juin     | Baden Baden   | Allemagne   | Grosser Preis der Badischen Wirtschaft | Gr. 2       | 2 200 m     | G. Bocskai  | 1er / 5     | 5 ½         | Cassis                |
| 6 juillet    | Saint-Cloud   | France      | Grand Prix de Saint-Cloud              | Gr. 1       | 2 400 m     | S. Cauthen  | 1er / 9     | 2           | Saint Estèphe         |
| 27 juillet   | Dusseldorf    | Allemagne   | Grosser Preis von Berlin               | Gr. 1       | 2 400 m     | G. Bocskai  | 1er / 8     | 2           | Theatrical            |
| 17 août      | Gelsenkirchen | Allemagne   | Aral-Pokal                             | Gr. 1       | 2 400 m     | G. Bocskai  | 1er / 8     | 1 ¼         | El Salto              |
| 7 septembre  | Baden Baden   | Allemagne   | Grosser Preis von Baden                | Gr. 1       | 2 400 m     | G. Bocskai  | 1er / 5     | 5           | St. Hilarion          |
| 5 octobre    | Longchamp     | France      | Prix de l'Arc de Triomphe              | Gr. 1       | 2 400 m     | S. Cauthen  | 7e / 15     | 4           | Dancing Brave         |
| 1987, 5 ans  |               |             |                                        |             |             |             |             |             |                       |
| 3 mai        | Cologne       | Allemagne   | Gerling-Preis                          | Gr. 3       | 2 400 m     | G. Bocskai  | 1er / 6     | 1 ½         | Sand Ship             |
| 4 juin       | Epsom         | Royaume-Uni | Coronation Cup                         | Gr. 1       | 2 400 m     | S. Cauthen  | 3e / 5      | 1           | Triptych              |
| 28 juin      | Hambourg      | Allemagne   | Hansa-Preis                            | Gr. 2       | 2 200 m     | G. Bocskai  | 1er / 5     | 5           | Etzel                 |
| 25 juillet   | Ascot         | Royaume-Uni | King George & Queen Elizabeth Stakes   | Gr. 1       | 2 400 m     | ―           | 6e / 9      | 9 ¼         | Reference Point       |
| 6 septembre  | Baden Baden   | Allemagne   | Grosser Preis von Baden                | Gr. 1       | 2 400 m     | G. Bockay   | 1er / 6     | 1/2         | Moon Madness          |
| 27 septembre | Cologne       | Allemagne   | Preis von Europa                       | Gr. 1       | 2 400 m     | G. Bockay   | 8e / 12     | ―           | Kamiros               |

## Au haras
De retour au Gestüt Färhof, le haras où il est né, Acatenango s'affirme comme un reproducteur très influent, conquérant cinq titres de tête de liste des étalons en Allemagne. Étalon le plus cher d'Allemagne (35 000 DM la saillie en 2001), on lui doit la championne Borgia, la seule pouliche à avoir battu les mâles dans le Deutsches Derby depuis les années 50, lauréate également du Grosser Preis von Baden, du Hong Kong Vase, deuxième de la Breeders' Cup Turf et troisième du Prix de l'Arc de Triomphe, Lando (huit victoires de groupe 1 dont le Deutsches Derby et la Japan Cup), Sabiango (Rheinland-Pokal, Deutschland-Preis, Charles Whittingham Memorial Handicap), Blue Canari (Prix du Jockey Club), Nicaron (Deutsches Derby). Il est par ailleurs le père de mère de l'Américain Animal Kingdom, vainqueur du Kentucky Derby en 2011 et du Japonais World Premiere (Kikuka Shō, Tenno Sho).
Devenu infertile et retiré de la monte en 2004, Acatenango meurt le 2 avril 2005 d'un accident au paddock.

## Origines
Acatenango est le principal continuateur au haras de Surumu, vainqueur du Deutsches Derby en 1977 et l'un des étalons les plus influents de l'élevage allemand (six fois tête de liste). Sa mère, Aggravate, était une bonne pouliche anglaise, bien que d'origine très modeste, importée en Allemagne par Walther J. Jacobs, le propriétaire du Gestüt Färhof, à l'issue d'une carrière de course qui l'a vue s'imposer dans les Park Hill Stakes (Gr.2) et prendre la deuxième place des Musidora Stakes (Gr.3). 

### Pedigree
| Origines de Acatenango (GER), mâle alezan né en 1982 | Origines de Acatenango (GER), mâle alezan né en 1982 | Origines de Acatenango (GER), mâle alezan né en 1982 | Origines de Acatenango (GER), mâle alezan né en 1982 |
| ---------------------------------------------------- | ---------------------------------------------------- | ---------------------------------------------------- | ---------------------------------------------------- |
| Père Surumu                                          | literat                                              | Birkhahn                                             | Alchimist                                            |
| Père Surumu                                          | literat                                              | Birkhahn                                             | Bramouse                                             |
| Père Surumu                                          | literat                                              | Lis                                                  | Masetto                                              |
| Père Surumu                                          | literat                                              | Lis                                                  | Liebeslied                                           |
| Père Surumu                                          | Surama                                               | Reliance                                             | Tantième                                             |
| Père Surumu                                          | Surama                                               | Reliance                                             | Relance                                              |
| Père Surumu                                          | Surama                                               | Suncourt                                             | Hyperion                                             |
| Père Surumu                                          | Surama                                               | Suncourt                                             | Inquisition                                          |
| Mère Aggravate                                       | Aggressor                                            | Combat                                               | Big Game                                             |
| Mère Aggravate                                       | Aggressor                                            | Combat                                               | Commotion                                            |
| Mère Aggravate                                       | Aggressor                                            | Phaetonia                                            | Nearco                                               |
| Mère Aggravate                                       | Aggressor                                            | Phaetonia                                            | Phaetusa                                             |
| Mère Aggravate                                       | Raven Locks                                          | Mr. Jinks                                            | Tetratema                                            |
| Mère Aggravate                                       | Raven Locks                                          | Mr. Jinks                                            | False Piety                                          |
| Mère Aggravate                                       | Raven Locks                                          | Gentlemen's Relish                                   | He                                                   |
| Mère Aggravate                                       | Raven Locks                                          | Gentlemen's Relish                                   | Bonne Bouche (famille 11-a)                          |